# Český Krumlov (hrad a zámek)
Český Krumlov je hrad přestavěný na zámek ve stejnojmenném městě v Jihočeském kraji. Nachází se na skalnatém ostrohu nad levým břehem Vltavy. Zámecký areál je od roku 1989 chráněn jako národní kulturní památka a v roce 1992 byl spolu s historickým centrem města zapsán na  seznam světového dědictví UNESCO. Zámek je ve vlastnictví státu a jeho správu zajišťuje Národní památkový ústav.
Svou rozlohou přes 6 ha je to (po Pražském hradě) druhý největší hradní a zámecký komplex v Čechách. V roce 2014 jej navštívilo téměř 368 tisíc lidí, čímž byl třetím nejnavštěvovanějším hradem či zámkem v České republice (po Pražském hradě a Státním zámku Lednice) a zároveň nejnavštěvovanějším turistickým cílem v Jihočeském kraji.

## Historie

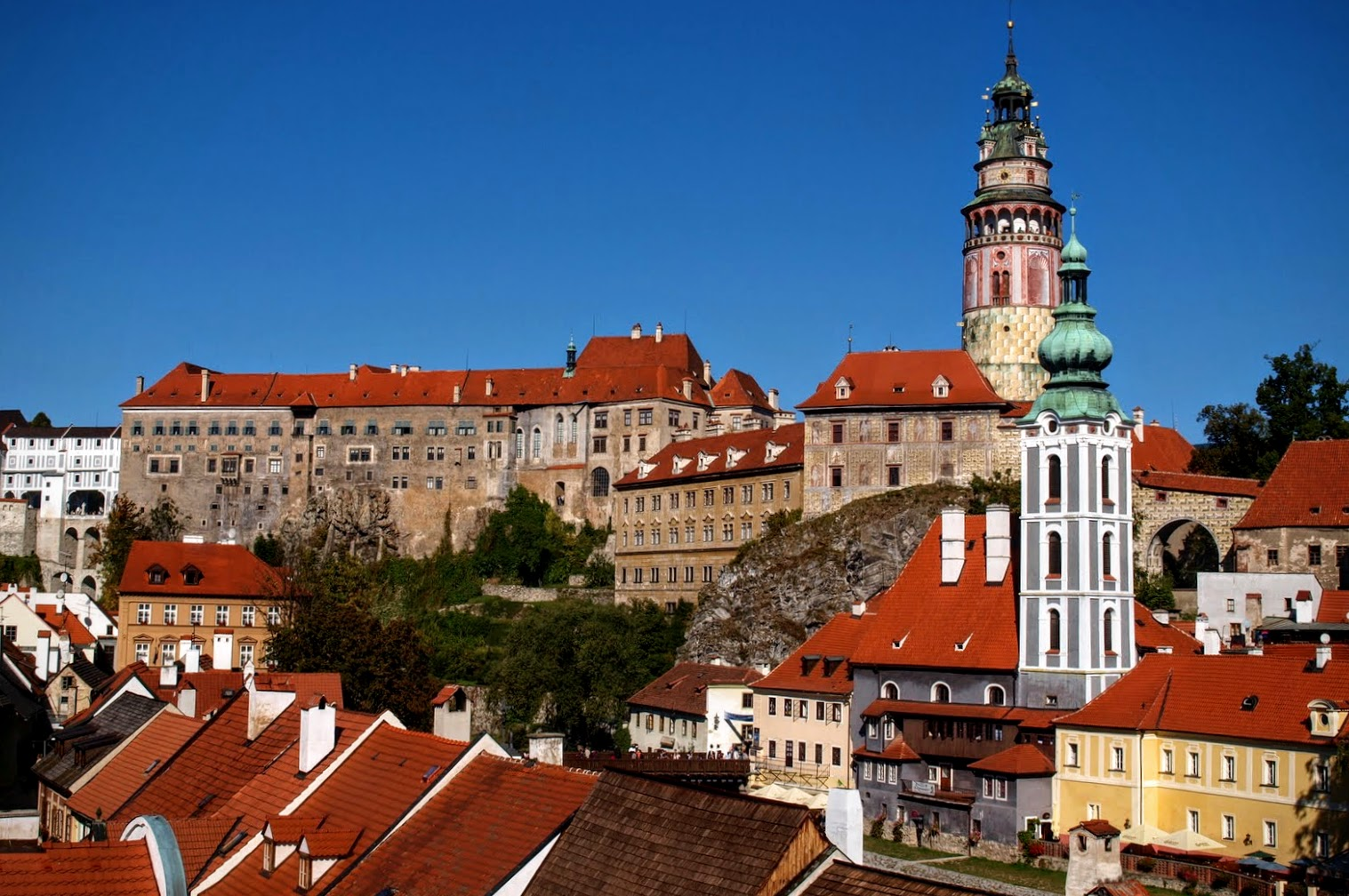
Český Krumlov – celkový pohled na zámek a hrad

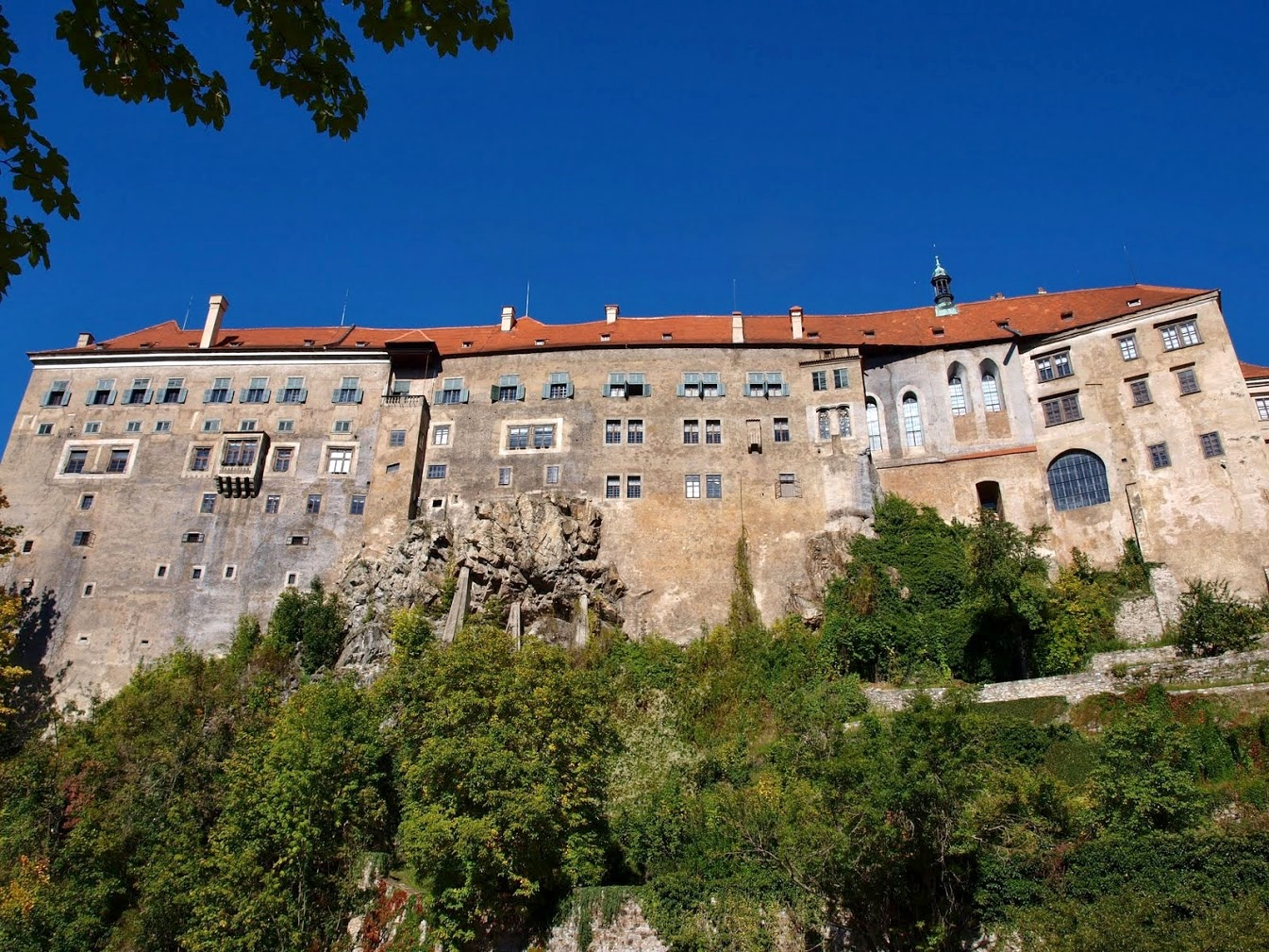
Pohled na Horní hrad od Vltavy

Krumlovský hrad byl založen v první třetině 13. století. První písemná zmínka o něm pochází z 1. dubna 1253 a nachází se v přídomku Vítka z Krumlova, uvedeného mezi svědky na listině vydané Přemyslem Otakarem II. Starší zmínka o místě zvaném Krumbenowe z doby okolo roku 1240 v díle Frauendienst Oldřicha z Lichtenštejna nebývá považována za spolehlivou. Zpráva se vztahuje k rytířskému turnaji a podle Dobroslavy Menclové nemusí dokládat existenci hradu, protože turnaje se konaly mimo hradní areály, a název místa odkazuje na luh, mokřinu nebo říční nivu. Za zakladatele hradu bývají považováni Vítek I. z Krumlova, jeho otec Záviš z Nechanic, nebo dokonce děd Vítek II. starší z Krumlova.
Když roku 1302 krumlovská větev Vítkovců vymřela, zdědil hrad Jindřich I. z Rožmberka, který sem také přesídlil a Dolní hrad rozšířil. Jeho syn Petr I. z Rožmberka († 1347) postavil Horní hrad, který Oldřich II. z Rožmberka (1403–1462) přestavěl. K velkým stavebním úpravám došlo za nejvyššího purkrabího Viléma z Rožmberka (1535–1592). Jeho bratr Petr Vok se tak zadlužil, že musel zámek prodat císaři Rudolfovi II., který jej daroval svému nemanželskému synovi Juliu Caesarovi (jinak také Juan d'Austria).
Roku 1622 dal císař Ferdinand II. Krumlov rodině Eggenberků, kteří zadali barokní přestavby zámku, stavbu prvního dřevěného divadla (1680) a založení zahrad. V letech 1719–1947 patřil Krumlov rodu Schwarzenberků, kteří jej ve druhé polovině 18. století různě přestavěli ve stylu vídeňského baroka. Od roku 1871 však sídlili na Hluboké, takže Krumlov ztratil na významu.

### Pozemková reforma
Pozemková reforma na majetku knížete Jana Nepomuka II. byla vyhlášena už v první etapě v roce 1921, kdy bylo do záboru zahrnuto celé panství Chýnov, všechna zemědělská půda velkostatku Libějice, všechna zemědělská půda velkostatku Netolice a celé panství Český Krumlov.
Zbytkové statky a živé objekty na velkostatku Český Krumlov v majetku Jana ze Schwarzenbergu nabídl Státní pozemkový úřad v přídělovém řízení do vlastnictví (popřípadě pachtu) v termínu od 7. srpna do 14. srpna 1923. Jednalo se o zbytkové statky Plavnice (158 ha), Ovčín u Plavnice (46 ha), Bartochov u Kamenného Újezdu (44 ha), Holkov (40 ha), Hamr u Římova (15 ha), Chlumeček (48 ha), Chlum (35–51 ha), Lhotka (54 ha), Koroseky (129 ha), dále o pivovar s výstavem 10 000 hektolitrů s hostincem v Plavnici, nedíl tzv. Bezpalec v Plavnici (85 ha), nedíl tzv. Bednář v Plavnici (55 ha), nedíl u dvora Chlumeček (6 ha), nedíl Ovčín u Korosek (15 ha).
Majetek v Plavnici byl odprodán za přídělovou cenu 700 000 korun nově založenému družstvu, zbytkový statek Bartochov za přídělovou cenu 135 000 korun, zbytkový statek Holkov za 130 000 korun (Berna František), zbytkový statek Chlumeček (48 ha) za 210 000 korun (Bukovský Josef), zbytkový statek Chlum I (32 ha) za 110 000 korun (Hořejš Jaroslav), zbytkový statek Lhotka (52 ha) za 135 000 korun (Keller Josef) a Koroseky koupilo město České Budějovice za 400 000 korun. Zbytkový statek Nový Dvůr ve Vyšném (173 ha) byl prodán za 520 000 korun zaměstnaneckému družstvu, zbytkový statek Zlatá Koruna o rozloze 20 ha odprodán za přídělovou cenu 80 000 korun (Vilhum Josef) a zbytkový statek Černice o rozloze 24 ha za 120 000 korun (Pecht Josef).

## Stavební podoba

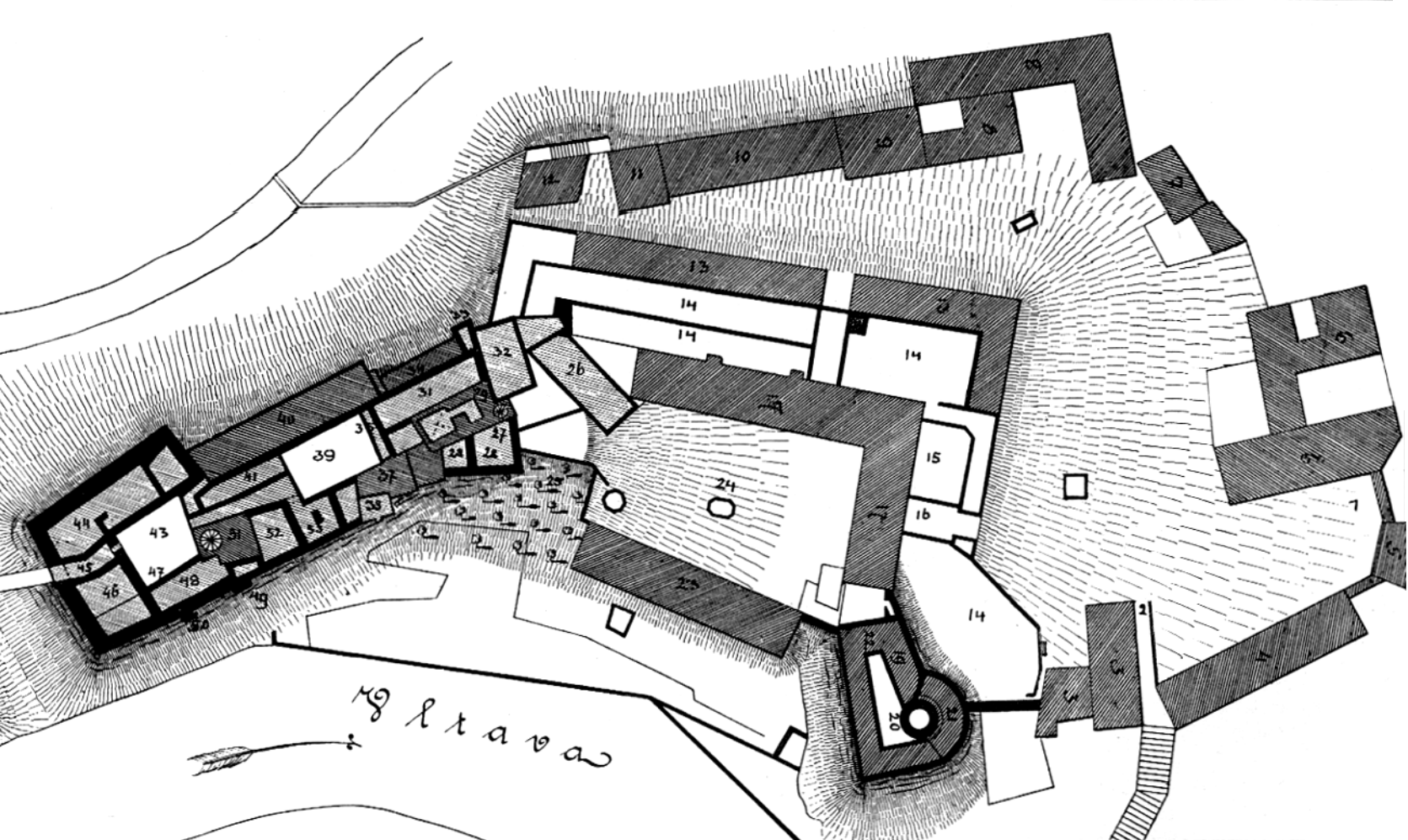
Půdorys zámeckého areálu od Vojtěcha Krále z Dobré Vody publikovaný roku 1884

Zámek stojí na strmém a dlouhém skalním ostrohu, který z jihu obtéká Vltava a ze severu Polečnice.

### Hrad
Ve 13. století Český Krumlov patřil k běžným šlechtickým hradům bergfritového typu. Nevelká dispozice zvaná Hrádek se skládala z obdélného paláce, okrouhlého bergfritu s průměrem 11,6 metru a obvodové hradby. Nejstarší dochovanou a bezpečně datovanou částí Hrádku je pozdně gotické ostění okna z poloviny 15. století. Alternativní hypotéza Jiřího Varhaníka předpokládá, že nejstarší částí krumlovského hradu je tzv. Horní hrad, půdorysně shodný se starším hradem Weitra. Bergfrit podle Varhaníka pravděpodobně vznikl obestavěním starší subtilnější věže. Nejpozději koncem 13. století byla opevněna také plocha pozdějšího druhého nádvoří, do něhož se vstupovalo branou vybavenou kolébkovým padacím mostem. Na nádvoří se na přelomu 13. a 14. století nacházela stříbrná huť. Nejspíše už v té době musela být nějak zajištěna plocha východní části Horního hradu.
V první polovině 14. století nechal Petr z Rožmberka na vyšším úzkém skalním hřebenu postavit Horní hrad. Přístupová cesta od východu překonávala, pravděpodobně po dřevěné rampě, dva příkopy. Východní i západní stranu Horního hradu zajišťovaly čtverhranné věže, z nichž východní chránila také bránu. Hlavní západní palác byl stavebně propojen s přilehlou věží a z půdorysu východního paláce vystupovala hradní kaple. Jiří Varhaník uvádí v jádře Horního hradu existenci třetí věže nad kaplí a předpokládá, že Horní hrad vznikl postupným rozšiřováním menšího objektu směrem k východu, severu a jihozápadu. Koncem první poloviny 15. století byl horní hrad přestavěn. Kromě úprav obou paláců byla kaple rozšířena o sakristii zaklenutou hvězdovou klenbou a osvětlenou dvojicí kružbových oken. Obkročnými klenbami byla také nově zaklenuta čtvercová síň u věže.
Na přelomu 15. a 16. století bylo u západní strany Horního hradu postaveno nové nádvoří obklopené ze tří stran palácovými křídly. Paláce vznikly v místech bývalého příkopu, a proto pod úrovní přízemí obsahují tři úrovně sklepů. Západním palácem vede průjezd a v jeho prvním patře se nacházely velké sály vybavené arkýři. Novou část hradu nezajistilo žádné opevnění a případná obrana spoléhala na tloušťku zdiva, která zde dosahuje až pěti metrů. Chráněn byl pouze prostor před příkopem, který zaujalo nové předhradí, z jehož opevnění se dochovala část boční hradby s torzem čtverhranné bašty nebo věže. Hlavní tíha obrany však spočívala na masivní štítové zdi, na jejímž místě byl později vybudován tzv. Renesanční dům.

### Zámek
V dochované podobě se do předhradí vstupuje ze čtvrti Latrán, z jihu Zámeckými schody nebo z východu Červenou branou. Na severní straně je obdélná budova solnice (kolem 1500), na jižní straně renesanční konírny, uprostřed kamenná kašna z roku 1561. Most přes Medvědí příkop vede průjezdem do Dolního hradu, po levé (jižní) straně je (Hrádek), starý palác s věží ze 13. století s renesanční nástavbou a malbami z roku 1580. Východní a severní křídlo nepravidelného velkého nádvoří Dolního hradu tvoří purkrabství z roku 1578, jižní křídlo tzv. mincovna a v západním rohu gotická věž Máselnice. Fasády jsou zdobeny renesančními malbami a sgrafity a uprostřed nádvoří je kamenná kašna z roku 1641.
Z dolního nádvoří vede přes další příkop zděný most do Horního hradu, paláce Rožmberků se dvěma malými nádvořími. V prvním patře východního křídla jsou tzv. Rožmberské pokoje s dřevěnými renesančními stropy a zbytky maleb, kde je také pozoruhodná sbírka vlámských tapiserií z Bruselu ze 16.–17. století. V jižním křídle je zámecká kaple svatého Jiří, původně gotická z počátku 14. století, barokně přestavěná. Na jižní straně je Malá rožmberská kaple z let 1430–1440 s gotickou síťovou klenbou. V západním křídle je prostorný Maškarní sál s dřevěnou lóží a iluzivními malbami J. Lederera z roku 1748 a zámecká obrazárna.

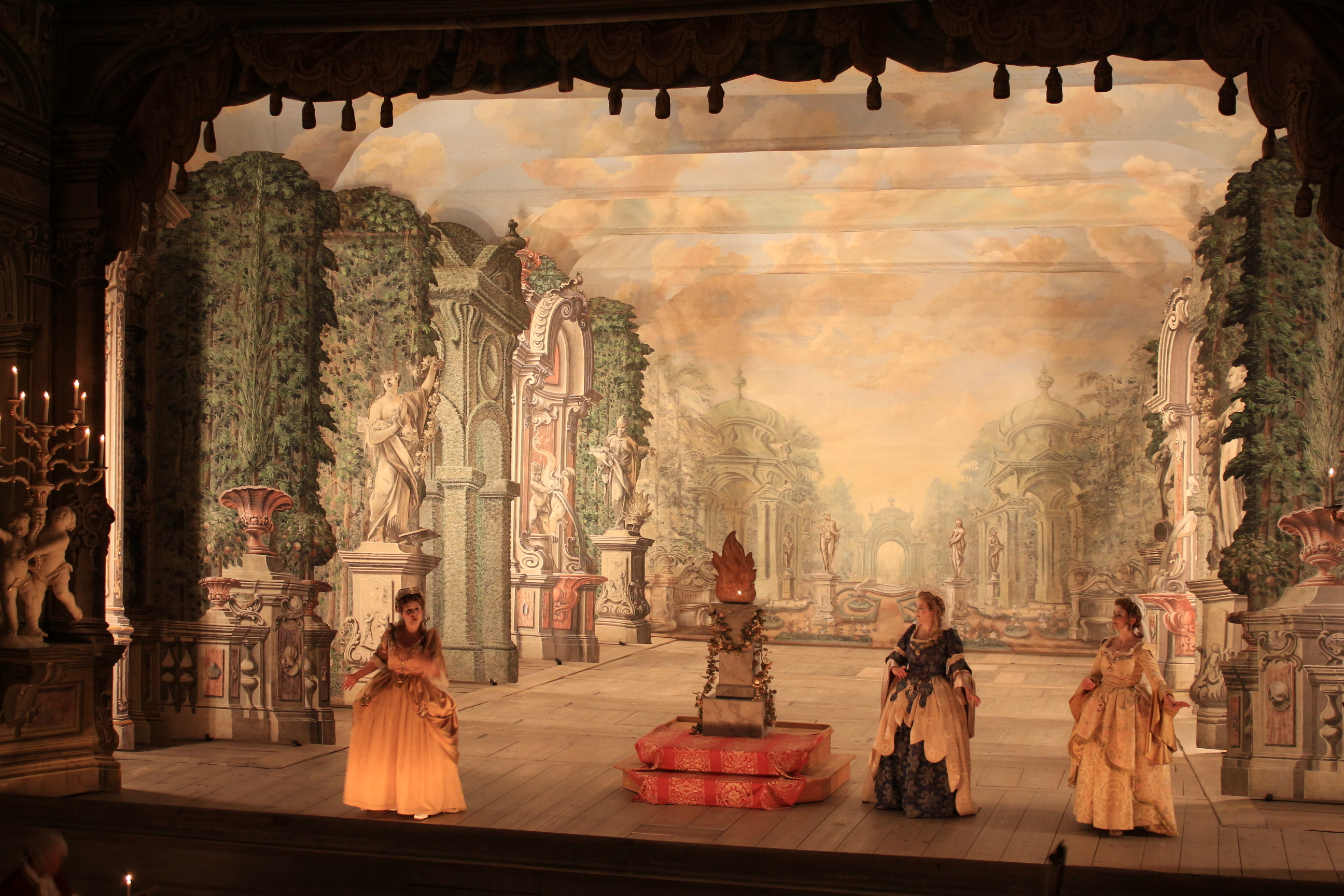
Interiér barokního zámeckého divadla

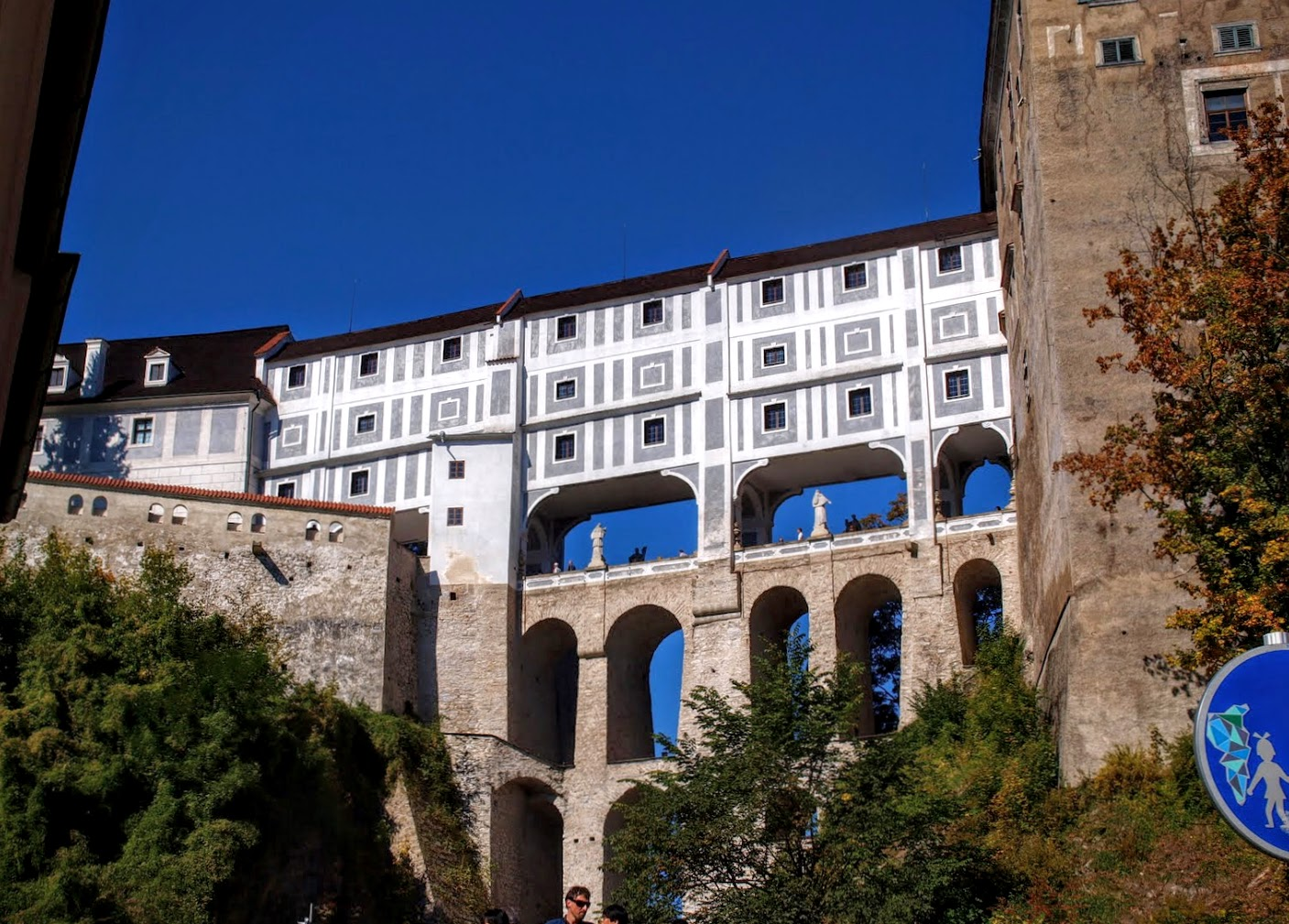
Plášťový most

Západním křídlem se prochází na Plášťový most z roku 1764. Unikátní pětiposchoďový most přes hluboký tesaný příkop spojuje Horní hrad s budovou zámeckého divadla a zahradami. Nejvyšší dvě patra mostu jsou kryté chodby z paláce do divadla a zahrad. Barokní zámecké divadlo z let 1766–1767 je jedno z nejlépe zachovaných barokních divadel na světě. Má malé hlediště s dřevěnými vysokými lavicemi a balkonem pro šlechtu, úzkým sníženým orchestrem a velmi hlubokým jevištěm, kde se zachovala původní, velmi složitá dřevěná zařízení pro rychlou změnu kulis a různé efekty. Po nákladné rekonstrukci v 90. letech je to jedna z nejcennějších a nejvyhledávanějších částí zámku. V roce 2009 zde byla provedena světová premiéra barokní opery Argippo Antonia Vivaldiho psané pro Prahu, kterou v archivech dohledal a se svým orchestrem Hof-Musici v mezinárodním složení také nastudoval specialista na barokní hudbu Ondřej Macek. Natáčely se zde také scény některých historických filmů.
Dále na západ navazuje jízdárna a zámecký park v pozdně barokní úpravě s kaskádovou fontánou z poloviny 18. století s bohatou plastickou výzdobou. V severní části parku je patrový pavilon Belárie z let 1706–1708, upravený a vyzdobený freskami v polovině 18. století. Naproti pavilonu je moderní kovové otáčivé hlediště, kde se konají letní divadelní festivaly. Z rampy mezi mostem a zahradou je pozoruhodná vyhlídka na město a řeku.

## První prohlídková trasa
| Rok  | Počet návštěvníků |
| ---- | ----------------- |
| 2012 | 294 812           |
| 2013 | 296 615           |
| 2015 | 401 555           |
| 2016 | 428 844           |
| 2017 | 466 429           |
| 2018 | 429 171           |
| 2019 | 386 290           |
| 2020 | 190 800           |

První prohlídková trasa začíná na třetím hradním nádvoří a trvá cca 60 minut. Návštěvníci si prohlédnou původní renesanční a barokní prostory. Trasa začíná v kapli svatého Jiří, pokračuje renesančními místnostmi v prvním patře. Ve druhém patře následují barokní prostory a zakončení v Maškarním sále s malbami Josefa Lederera.

### Kaple svatého Jiří
Do kaple návštěvníci vstupují ze třetího nádvoří. Vstoupit do ní lze po schodišti, které vede ze vstupní haly. První zmínky o této kapli pocházejí z roku 1334. Její dnešní vzhled je ovšem výsledkem stavebních úprav, které probíhaly v letech 1750–1753. Stěny jsou pokryty dobově módním umělým mramorem. Socha svatého Jiří nad hlavním oltářem pochází z dílny Jana Antonína Zinnera. Ve schránce pod oltářním obrazem jsou uchovány ostatky svatého Kalixta.

### Renesanční hala
Z kaple svatého Jiří vstupují návštěvníci do renesanční haly, které dominuje obraz Dělení růží. Obraz zachycuje pověst, podle které Vítek I. z Prčice rozdělil svůj majetek mezi svých pět synů. Kromě části rodového majetku získal každý ze synů do erbu znak pětilisté růže na různobarevném podkladu. Pro Český Krumlov má zásadní význam třetí ze synů, Vítek III. mladší, praotec rodu Rožmberků, který získal červenou růži na stříbrném poli. Tento erb mohou návštěvníci spatřit na bohatých měšťanských domech v centru města.

### Renesanční pokoje
Z renesanční haly se vstupuje do prvního z renesančních pokojů. Jedná se o ložnici, hodovní síň a dva předpokoje. V koutě prvního předpokoje mohou návštěvníci spatřit malou místnost určenou pro pážata. Ve druhém předpokoji mohou návštěvníci spatřit obraz Perchty z Rožmberka. Na stolech je prostřeno původní cínové nádobí a tzv. vilkumy neboli vítací číše.

### Znaková chodba
Další zastávkou je renesanční chodba, na níž si mohou návštěvníci prohlédnout erby různých majitelů zámku, Rožmberků, Eggenbergů a Schwarzenbergů. V rohu u schodiště jsou vystaveny impozantní rokokové sáně.

### Antecamera
Antecamerou vstupují návštěvníci do barokních prostor. Samotné slovo antecamera pochází z latiny (ante = před, camera = pokoj). Jedná se tedy o předpokoj, v němž se návštěvy ucházely o slyšení. Stěnu nad krbem zdobí dobový pohled na zámeček Červený Dvůr, který dnes slouží jako protidrogová a protialkoholní léčebna. Dva portréty na čelní stěně zachycují dva majitele zámku Eleonoru Amálii (1682-1741) a Adama Františka ze Schwarzenberku (1680-1732). Adam František zemřel ve věku 52 let, kdy jej při honu na jelena zastřelil nešťastnou náhodou samotný císař Karel VI., otec Marie Terezie. Při procházení do dalších komnat si návštěvníci mohou povšimnout malé přípravny jídel.

### Eggenberský sál

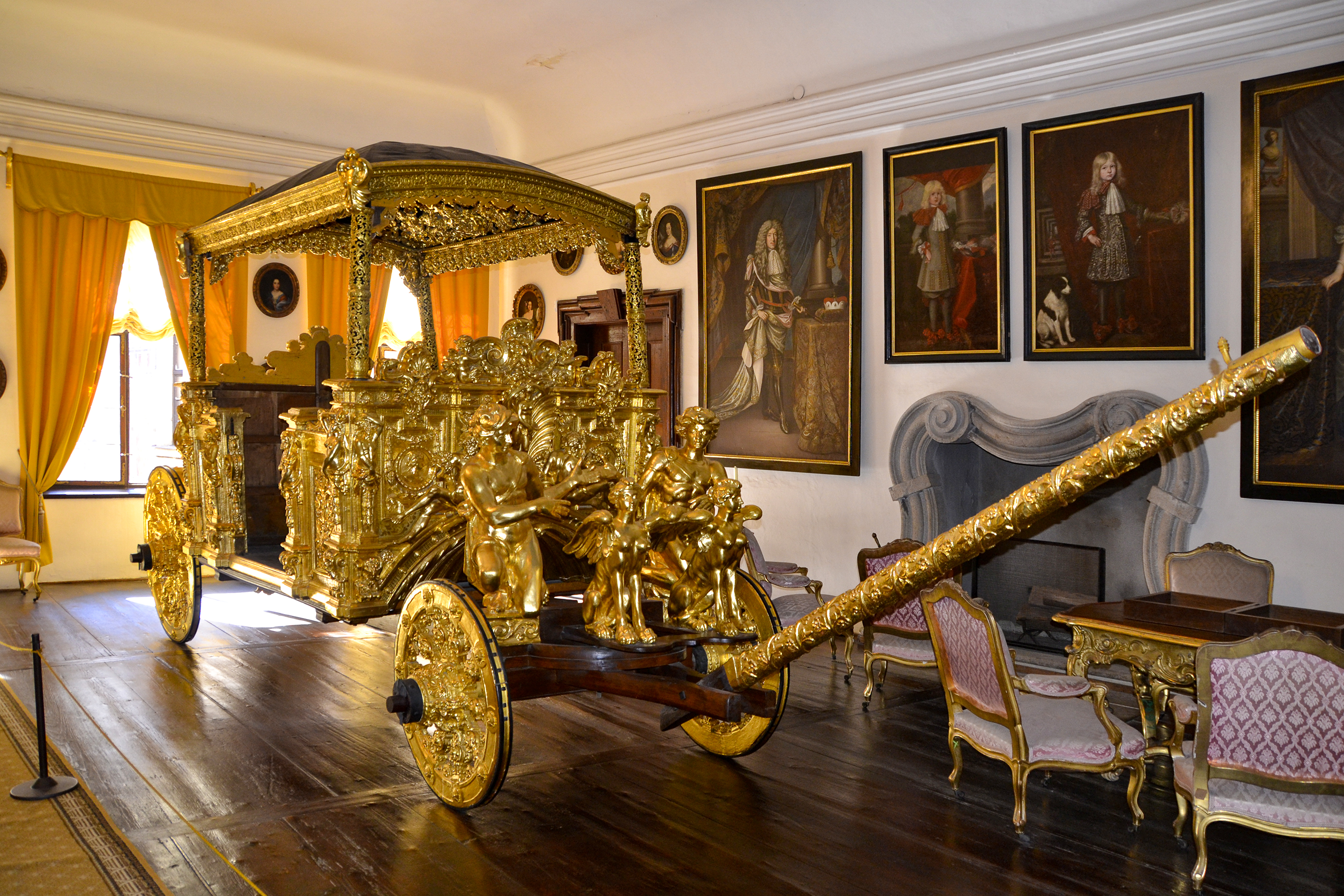
Zlatý kočár

Dominantou tohoto pokoje je Zlatý ceremoniální eggenberský kočár, který byl vyroben v roce 1638. Kočár je pokryt plátkovým zlatem a sloužil pouze jedenkrát. Vznikl za účelem převozu darů pro papeže Urbana VIII. (1568–1644, papežem 1623–1644) od nového římského císaře Ferdinanda III. (1608–1657, císařem 1637–1657), který nastoupil na trůn po smrti svého otce Ferdinanda II. (1578–1637, císařem 1619–1637). Oficiální změnu na císařském trůně měl oznámit Jan Antonín I. z Eggenbergu (1610–1649). Vévoda krumlovský v kočáře neseděl, nýbrž jel na koni, vůz táhlo šestispřeží. Kočár z ořechového dřeva zhotovil římský řezbář Giuseppe Fiochini, je 300 cm vysoký, 200 cm široký a 560 cm dlouhý. Interiér, který byl vyčalouněn černým sametem se zlatými výšivkami, zakrývaly žluté, zlatě vyšívané závěsy. V 19. století byla konstrukce kočáru upravena. Ve výklenku jsou vystaveny obleky trabantů, kteří doprovázeli kočár při své misi. Na stěnách visí portréty příslušníků rodu Eggenbergů.

### Barokní jídelna
Další zastávku tvoří barokní jídelna, kde si mohou návštěvníci prohlédnout na čelní stěně bruselskou tapiserii z cyklu „Judita a Holofernes“ ze 17. století.

### Baldachýnový salón
Místnost sloužila nejen jako přijímací salón, ale i k posezením a konverzacích při méně formálních návštěvách a v neposlední řadě také ke společenským hrám, což nám připomínají vystavené stolní hry. Svůj název získala podle pohovky s baldachýnem. Stěny pokrývají červené textilní tapety. Interiér doplňují předměty dovážené z Orientu (kabinety, porcelánové vázy, figurky z mastku), které byly módní v období rokoka. Mezi okny jsou zavěšena dvě broušená benátská zrcadla v pozlacených rámech.

### Maškarní sál
V Maškarním sále si mohou návštěvníci prohlédnout rokokové malby z roku 1748, které pro Josefa Adama ze Schwarzenbergu vytvořil vídeňský malíř Josef Lederer. Sám autor zpodobnil sebe sama v jednom koutě místnosti, když právě popíjí kávu. Nalevo od něho stojí konvice s jeho jménem. Malby představují bavící se aristokratickou společnost na maškarním plese, celkem je zde vyobrazeno 135 postav v životní velikosti. Rozpoznáme mezi nimi postavy z italské Commedia dell'arte jako Pierota, Kolombínu, Harlekýna, Dottora, Pantalona. U dveří hlídají schwarzenberští gardisté, nechybí ani vesnická chudina nebo muzikanti. Sál je pravidelně využíván, konají se v něm koncerty či jiné společenské akce.

## Kultura
Na hradě se konají mnohé kulturní aktivity. Mezi ně patří např. jihočeské folklorní akce lidových souborů, každoroční myslivecké svatohubertské slavnosti, či českokrumlovské svatováclavské slavnosti v den 28. září. Působí zde jako hradní stráž také Schwarzenberská granátnická garda.

## Galerie

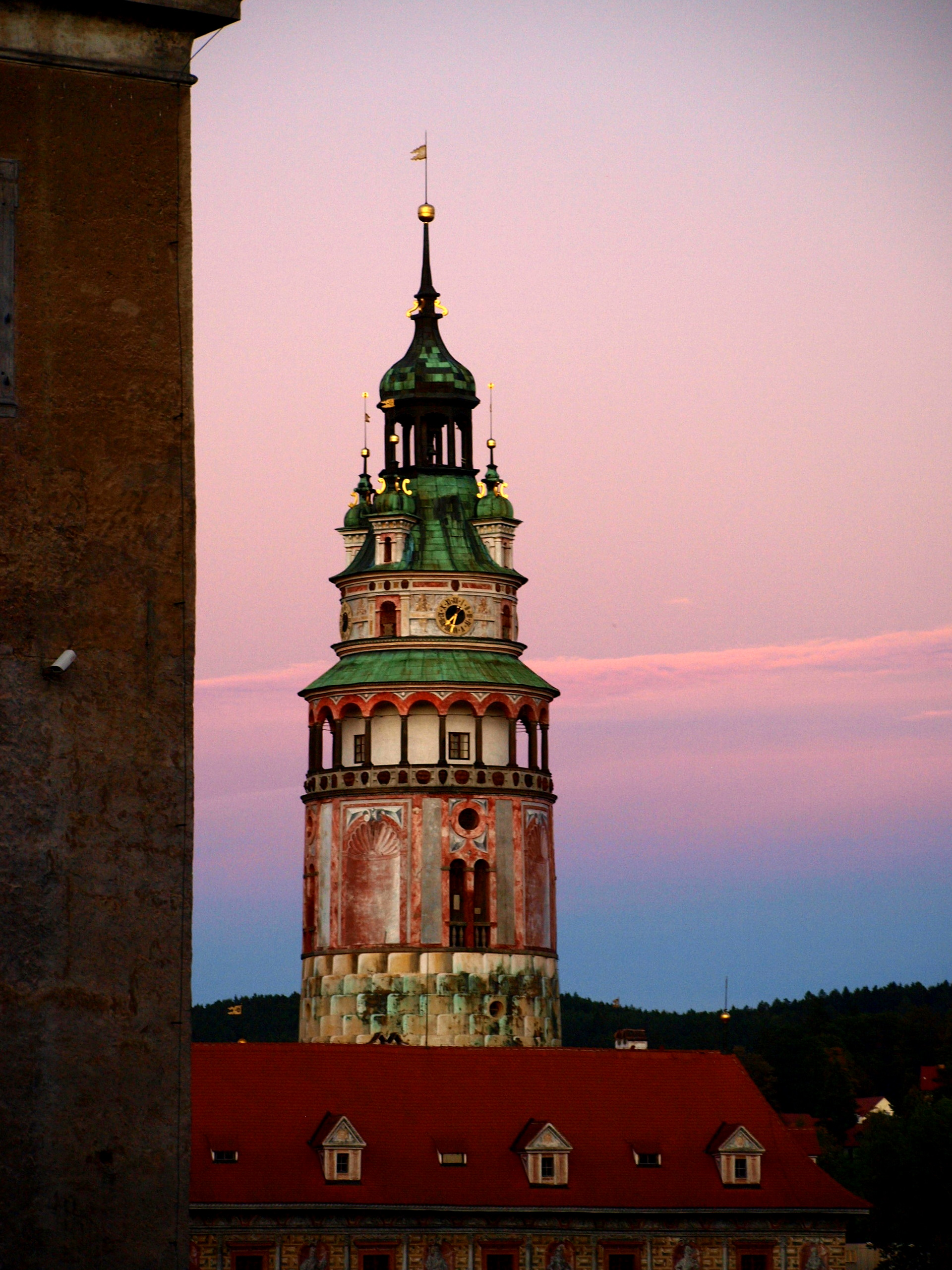
Zámecká věž
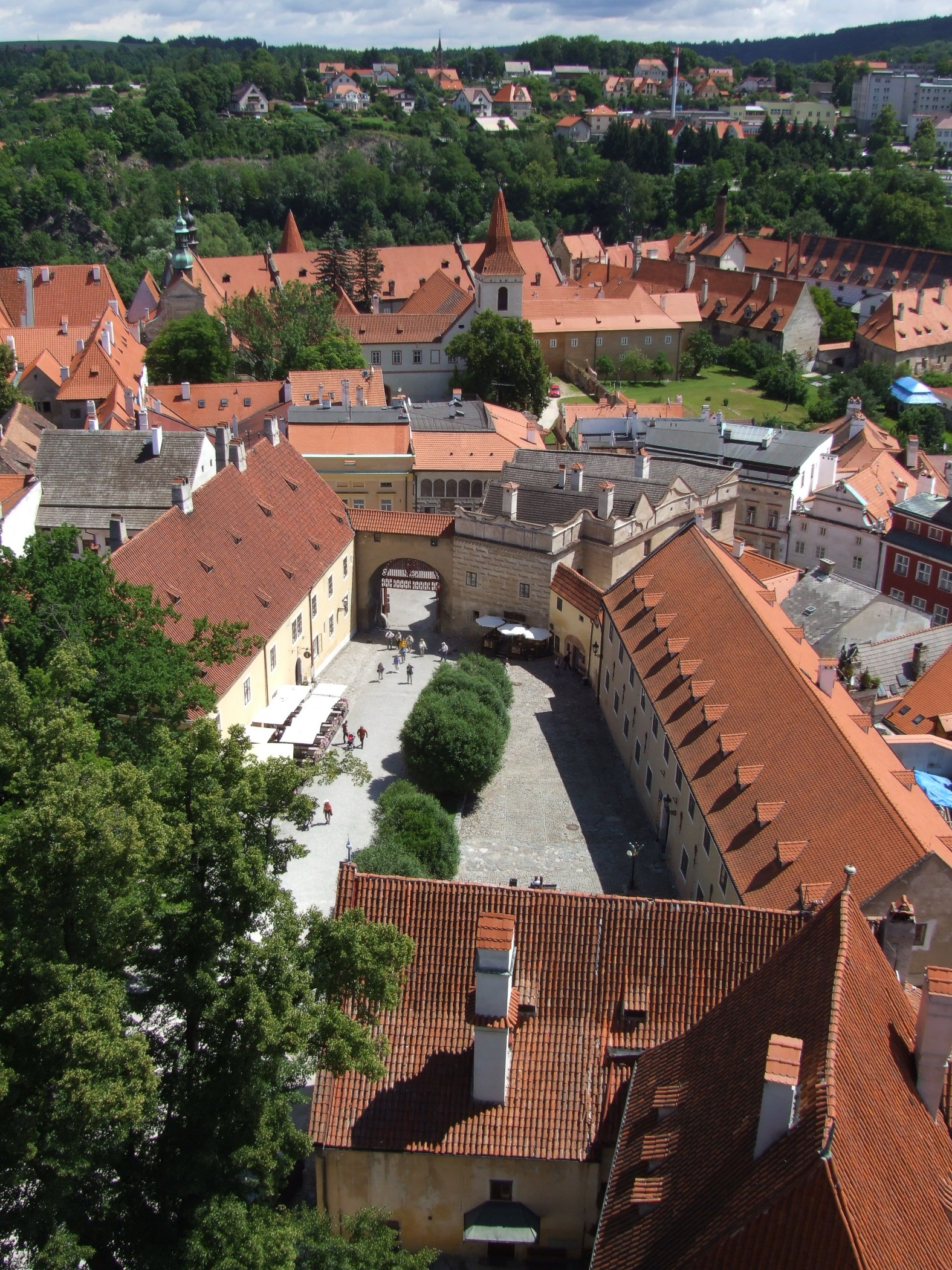
Předhradí (vlevo Solnice, vpravo konírny)
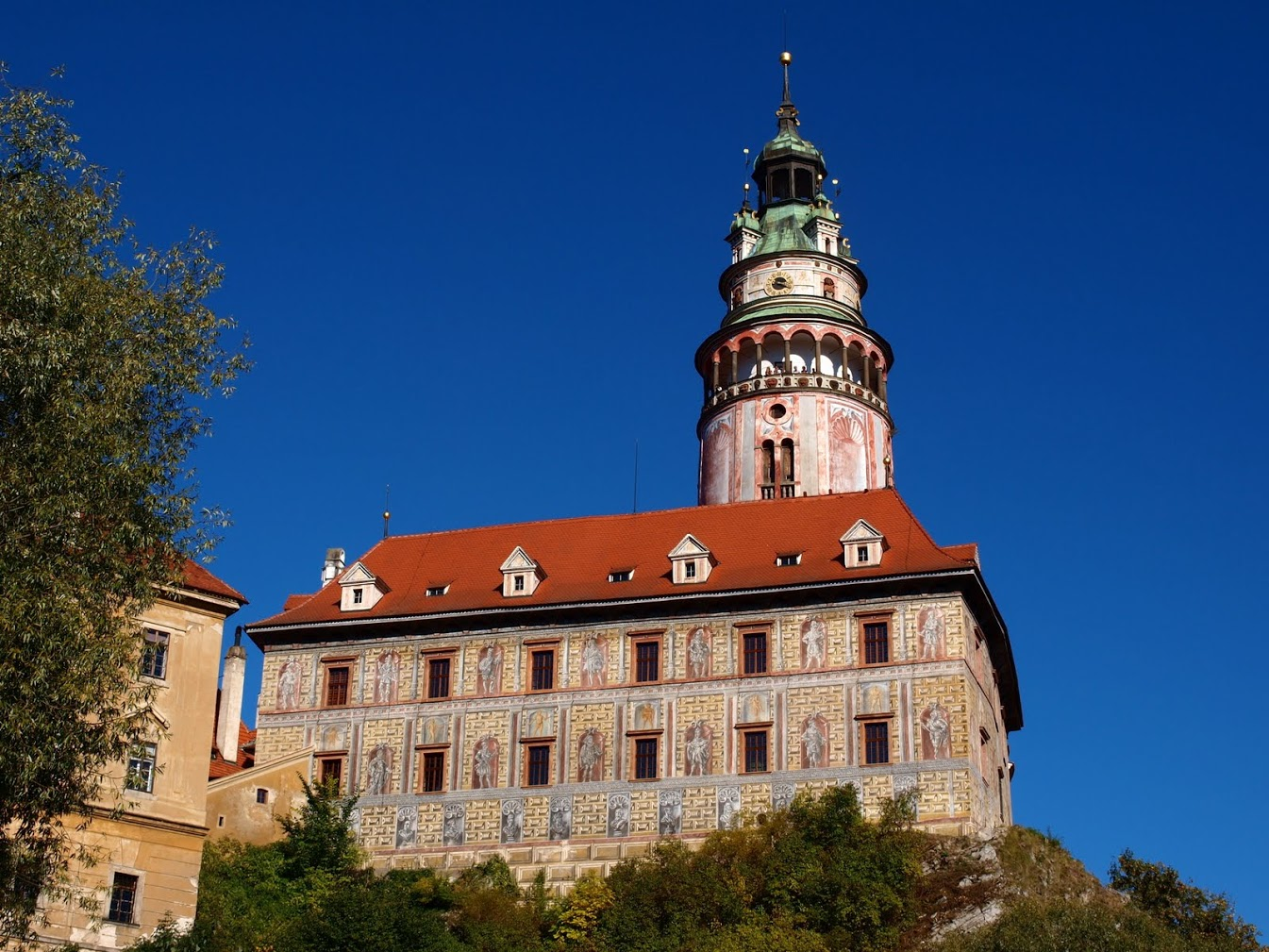
Hrádek od Vltavy
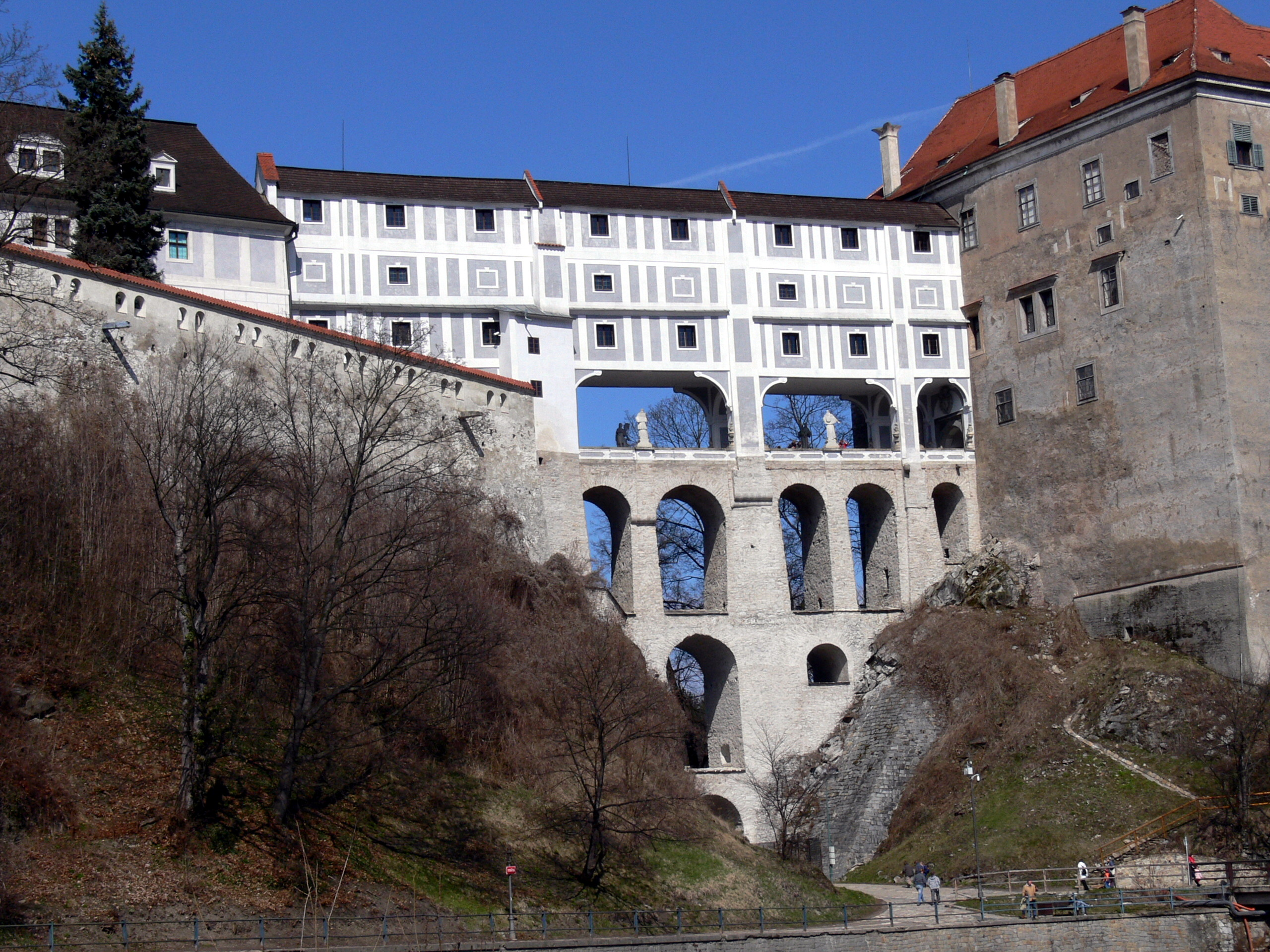
Plášťový most
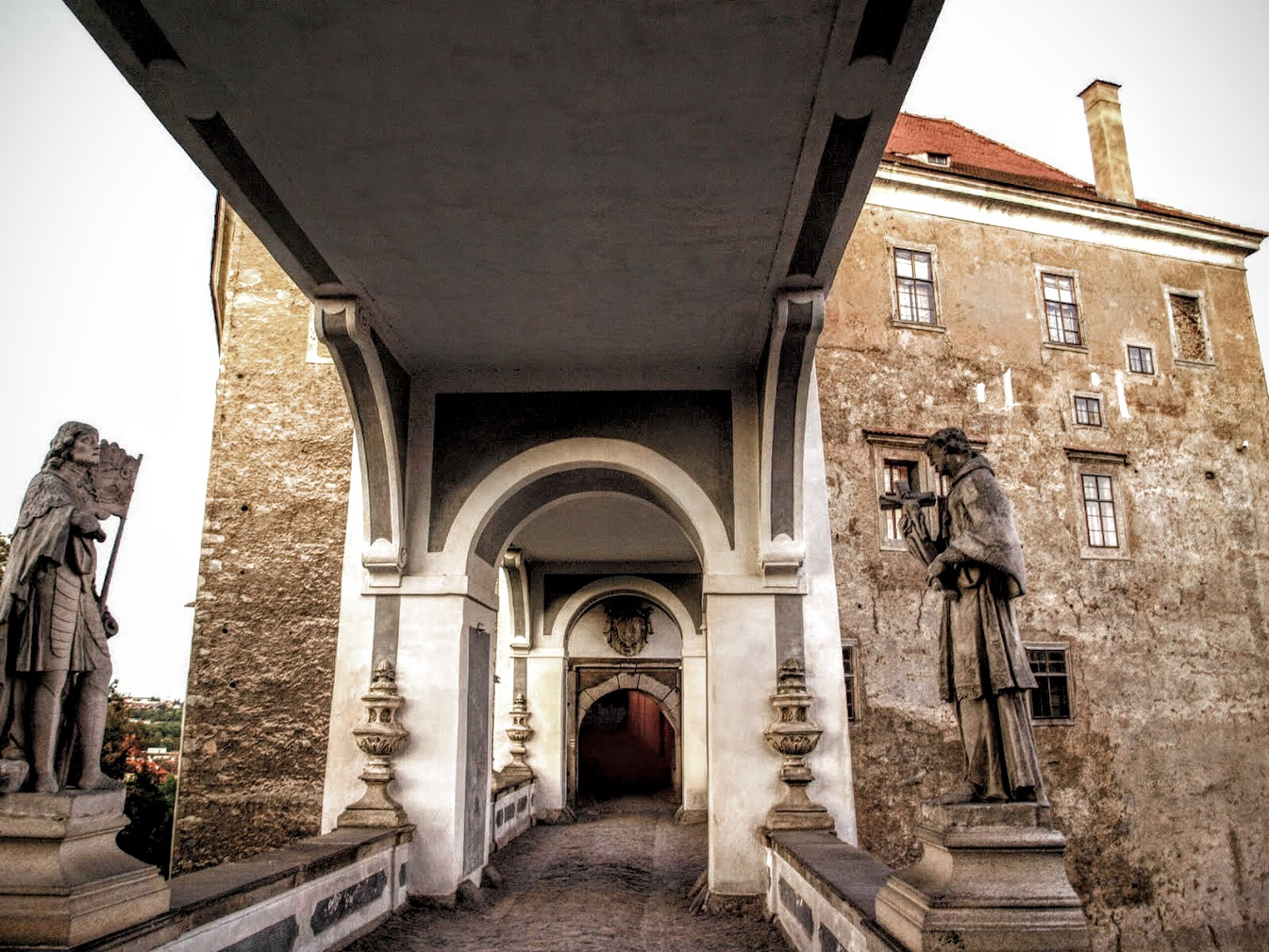
Na Plášťovém mostě
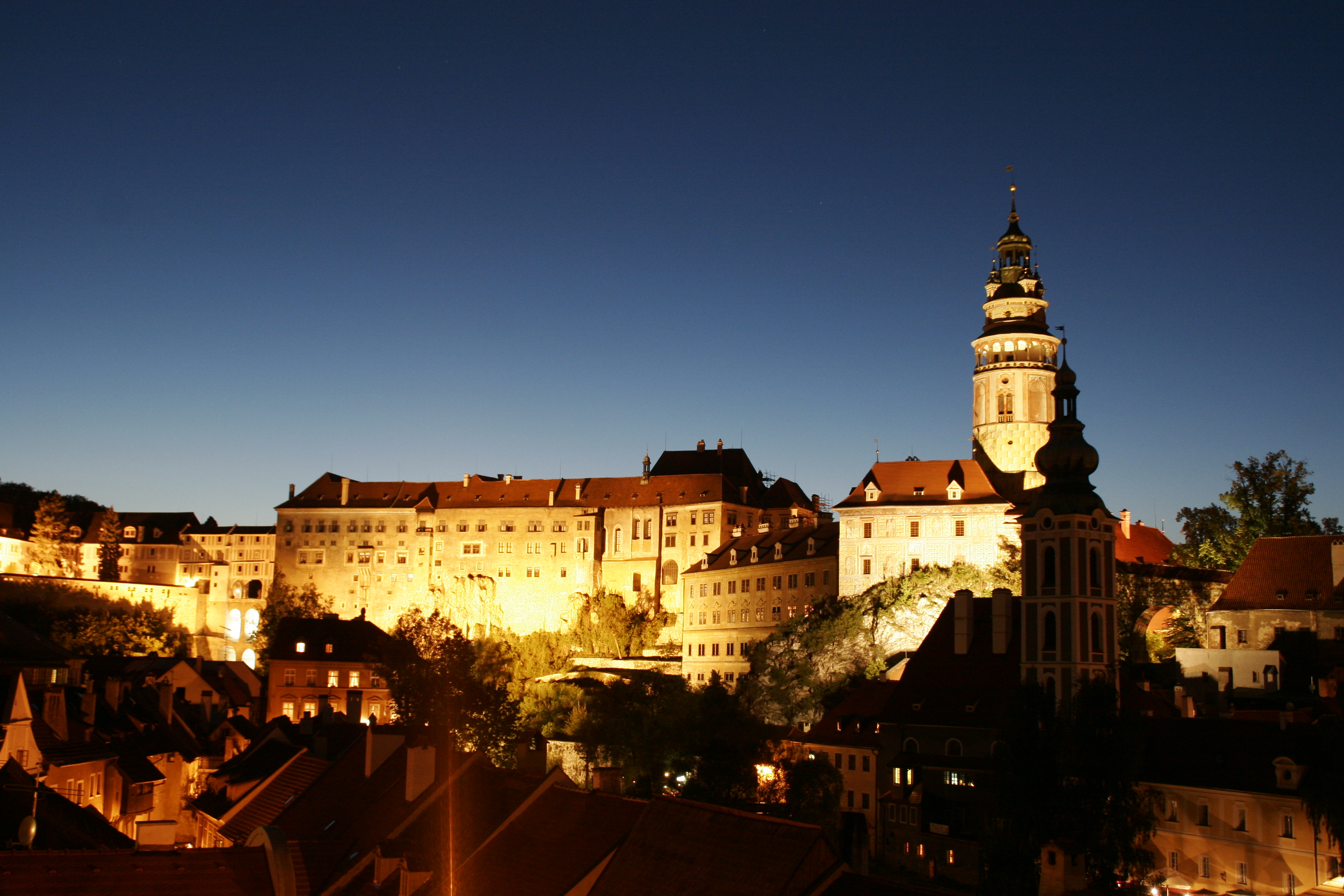
Noční pohled na zámecký a hradní komplex
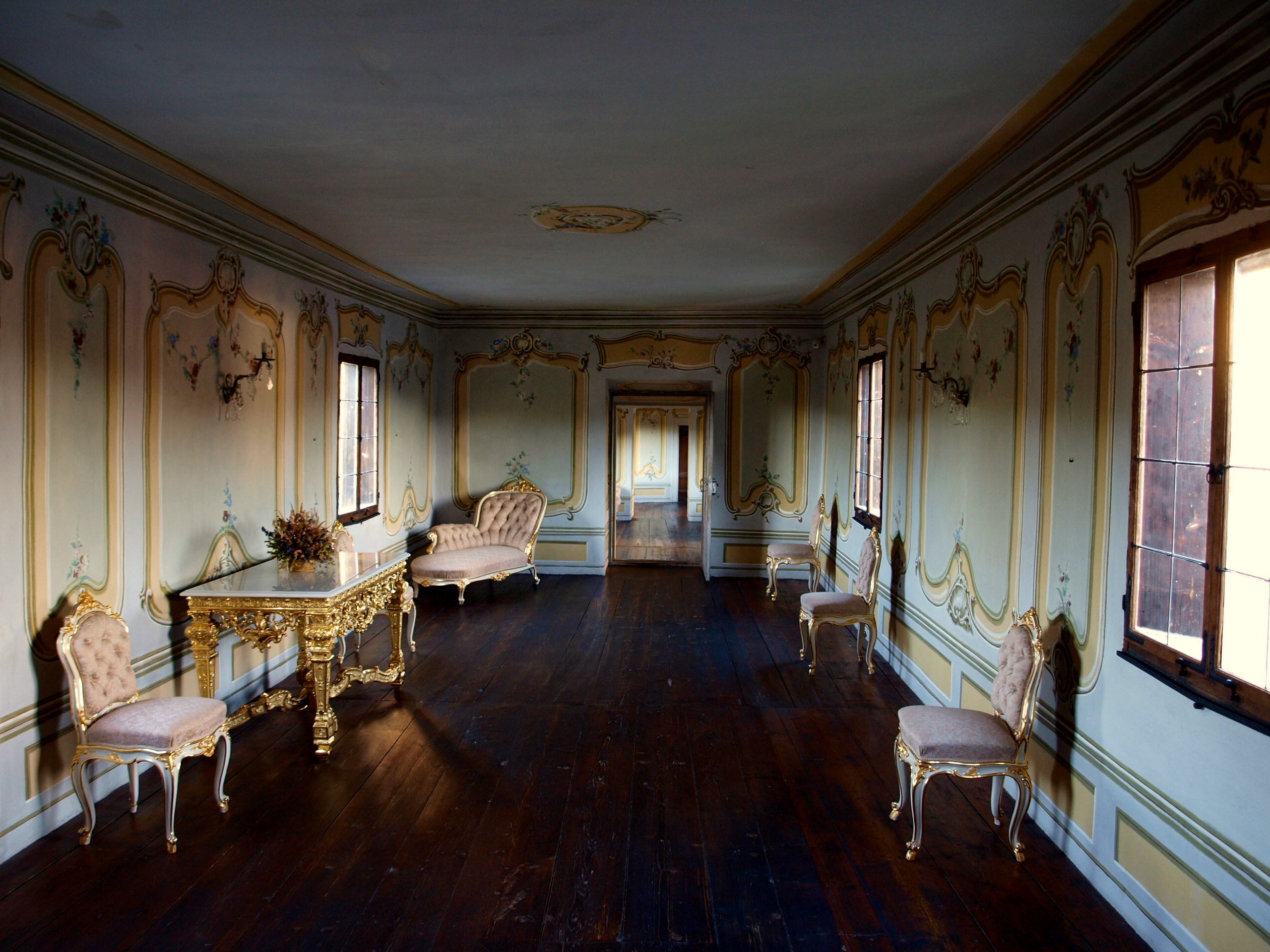
Chodba nad Plášťovým mostem z Maškarního sálu do lóže zámeckého divadla
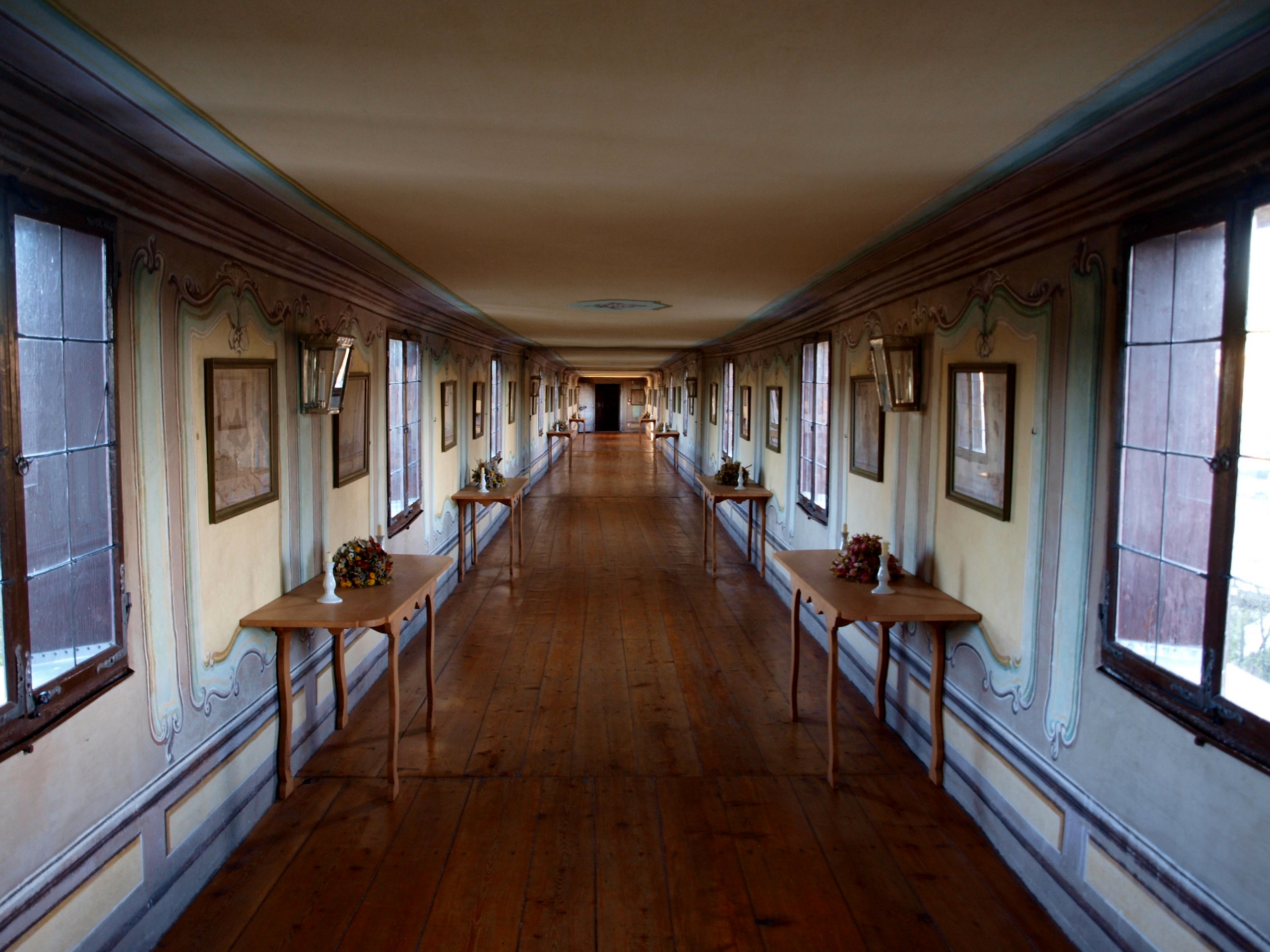
Chodba v horním patře Plášťového mostu
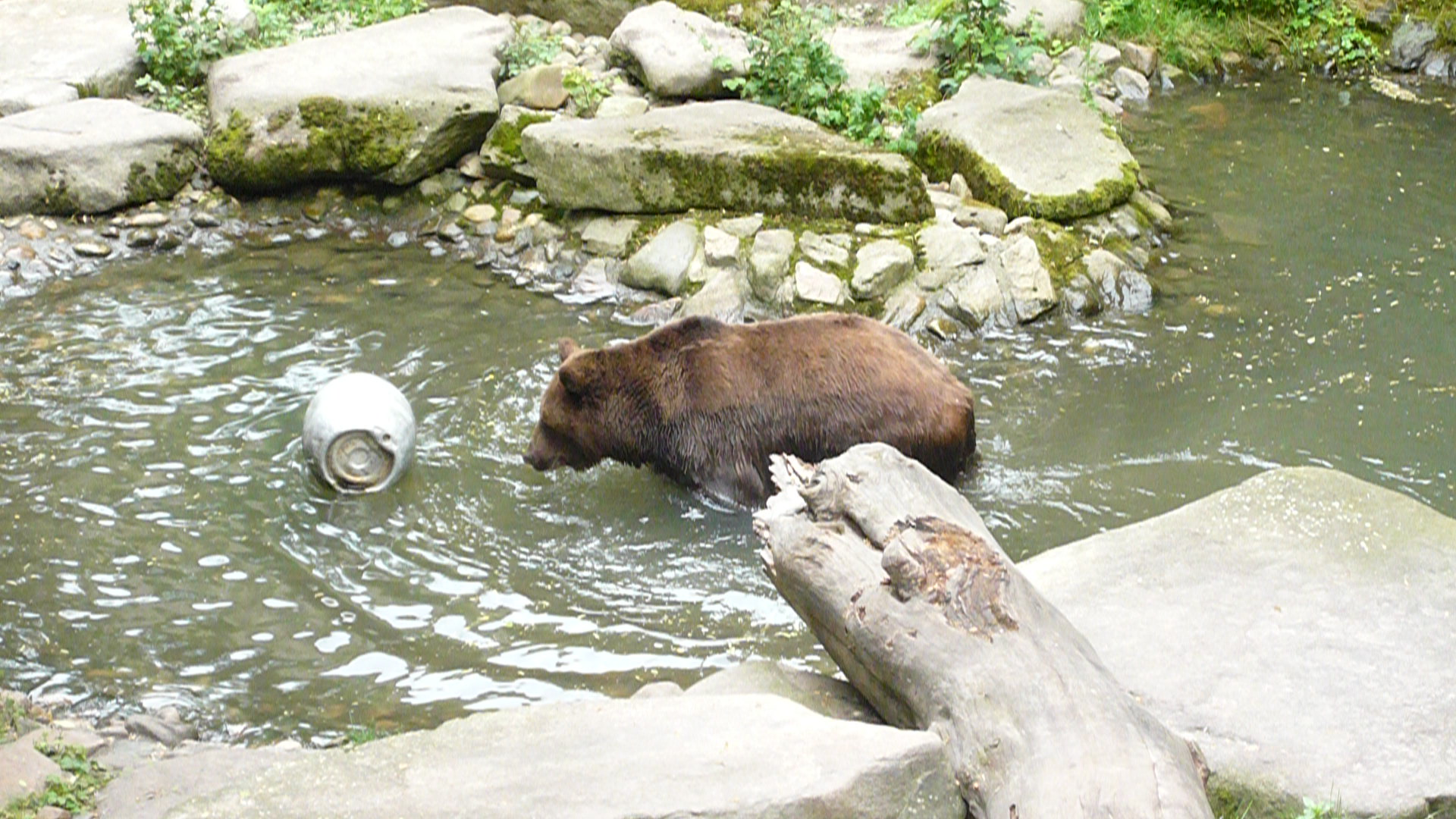
Medvědí příkop
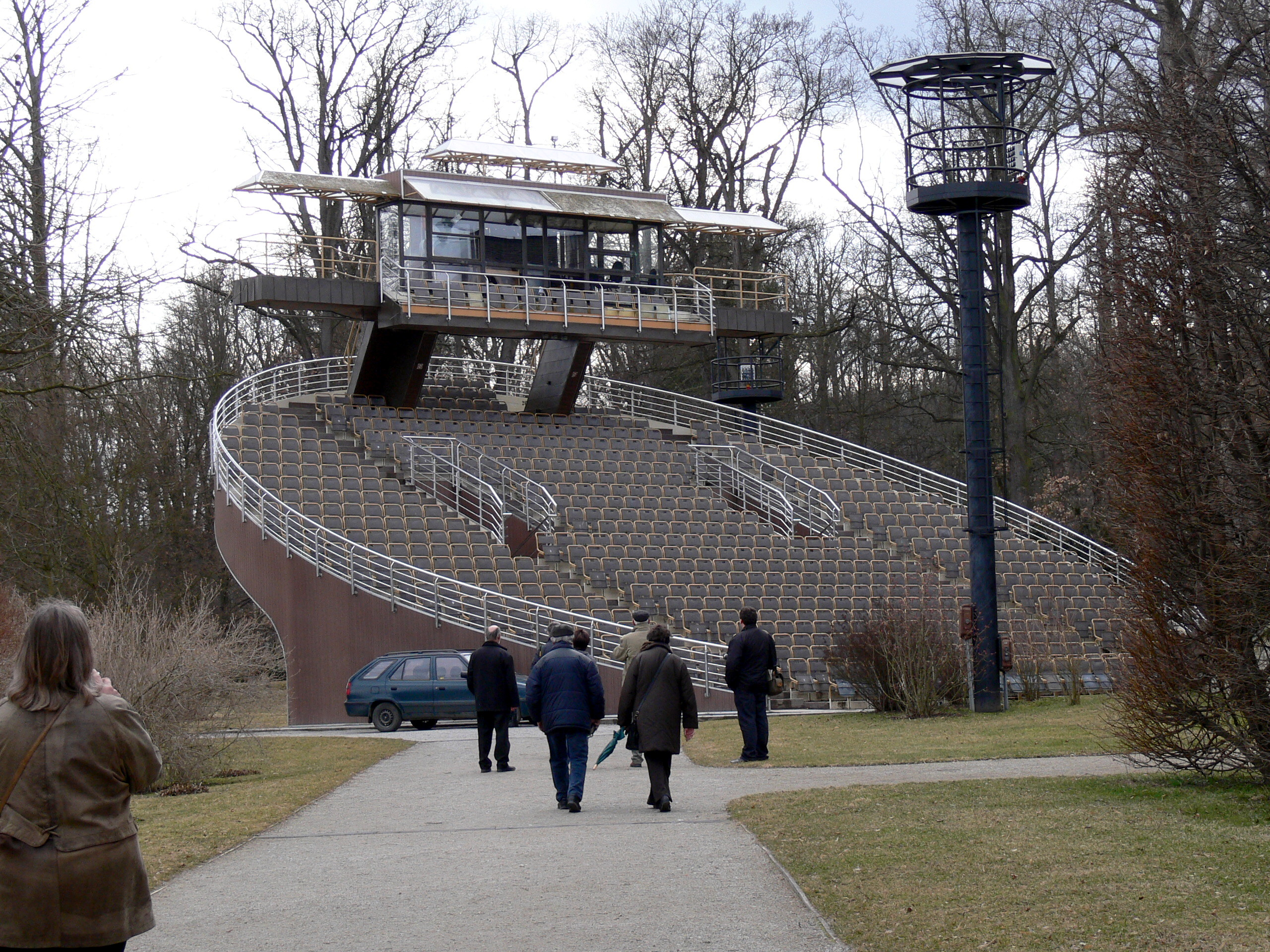
Otáčivé hlediště Český Krumlov